# Vogue (Ayumi Hamasaki)
Vogue è un brano musicale della cantante giapponese Ayumi Hamasaki, pubblicato come suo quattordicesimo singolo il 26 aprile 2000. Il brano è il primo estratto dall'album Duty ed è arrivato alla terza posizione della classifica Oricon dei singoli più venduti in Giappone vendendo un totale di 767 660 copie.

## Tracce
CD Maxi AVCD-30108
Testi e musiche di Ayumi Hamasaki, Kazuhito Kikuchi e Suzuki Naoto.
1. vogue
2. vogue (Hal'S Mix 2000)
3. Too Late (Soul Solution Remix -Extended Vox-)
4. vogue (Dub's mellowtech Remix)
5. vogue (Groove That Soul Mix)
6. vogue (400Bpm Fatback Mix)
7. WHATEVER (FPM's Winter Bossa)
8. vogue (Pandart Sasanooha Mix)
9. vogue (Instrumental)
10. ever free (Ayumi Hamasaki, D.A.I.)

Durata totale: 55:10

## Classifiche
| Classifica (2000)           | Posizione più alta |
| --------------------------- | ------------------ |
| Oricon Weekly Singles Chart | 3                  |